# Akseli Gallen-Kallela
Akseli Gallen-Kallela (Pori, Finlândia, 26 de abril de 1865 – Estocolmo, Suécia, 7 de março de 1931) artesão, ilustrador e pintor finlandês, conhecido pelas suas ilustrações do Kalevala, o poema épico nacional finês. O seu trabalho é considerado muito importante no surgimento do sentimento nacional desse país.

## Infância e juventude
Pertencente à minoria de fala sueca, o seu verdadeiro nome era Axél Waldemar Gallén. Nasceu em Pori/Björneborg, na costa oeste da Finlândia. O seu pai, Peter Gallén, trabalhava como chefe de polícia e advogado. Com onze anos de idade foi enviado a Helsinki a estudar numa escola de gramática, visto que o seu pai se opunha às suas ambições de ser pintor. Após a morte do pai em 1879, Gallen-Kallela começou a receber classes de desenho na Sociedade Finlandesa de Arte.
Em 1884 mudou-se a Paris, para estudar na prestigiosa Académie Julian, na qual desenvolveu o seu estilo pictórico realista. Posteriormente estudaria no Ateliê Cormon e noutras escolas. Em Paris travou amizade com outros pintores, como o finlandês Albert Edelfelt ou o norueguês Adam Dörnberger, assim como com o escritor sueco August Strindberg.

### Simbolismo e nacionalismo

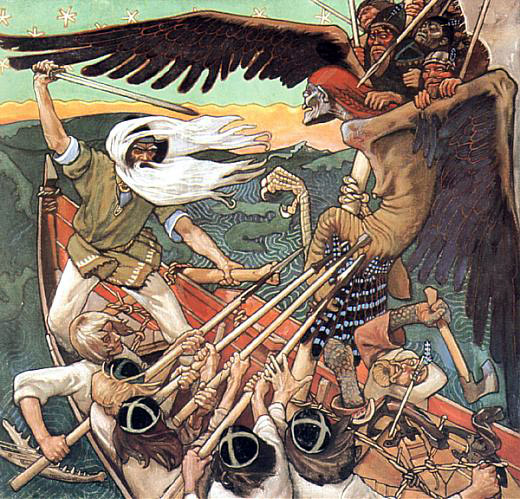
Sammom puolustus ("A defesa do Sampo", 1896).

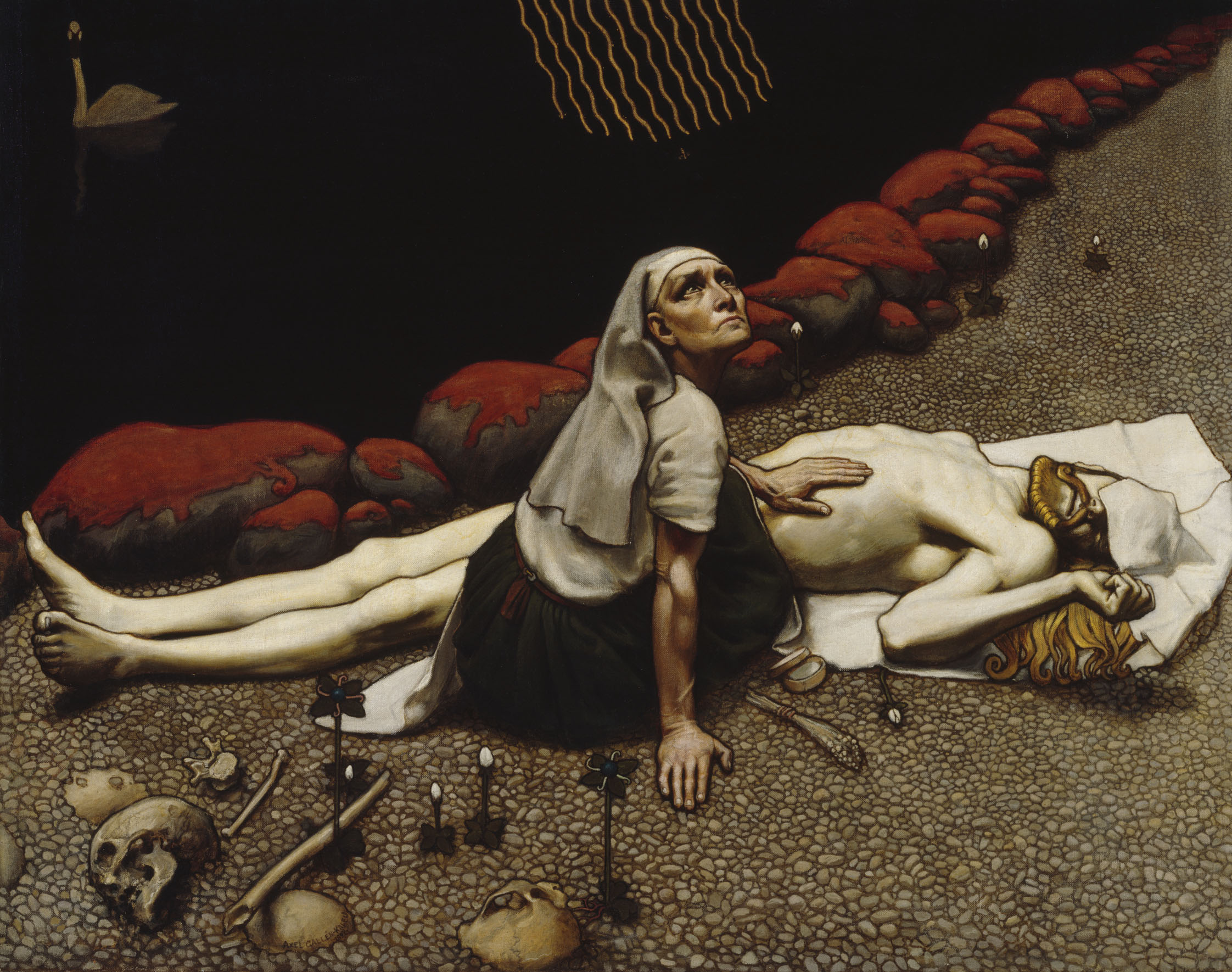
A mãe Lemminkainen (1897), de Akseli Gallen-Kallela, é uma evocação recente dos temas da maternidade e da guerra explorados na Sinfonia n.º 3. Representa uma cena do Kalevala, poema épico finlandês. Um guerreiro chamado Lemminkainen tinha sido assassinado, cortado em pedaços e lançado ao rio Tuonela. A sua mãe recuperou os pedaços e ressuscitou-o.

Em 1890 contrai matrimônio com Mary Slöör. O casal teve três filhos, Impi Marjatta, Kristi e Jorma. Durante a sua lua de mele na Carélia Oriental, Gallen-Kallela, impregnado pelas tradições que ali se preservavam, começou a recopilar material para as suas representações do Kalevala, ao tempo que o seu estilo se inclinava progressivamente para o simbolismo. Esta viagem considerar-se-á mais tarde como o começo da orientação conhecida como Carelianismo na arte finesa.
Este período caracteriza-se na sua pintura pela realização de representações românticas do poema impregnadas de simbolismo, tais como o Trítico de Aino, assim como por numerosas pinturas paisagísticas. Durante toda esta década aplicaria os princípios da Art Nouveau às suas pinturas e design. Um exemplo podem ser os afrescos que se encontram no átrio central do Museu Nacional de Historia de Helsinki, e que representam diferentes passagens do Kalevala com fortes traços e amplas áreas de vivas cores.
Em dezembro de 1894 mudou-se para Berlim a fim de supervisar pessoalmente a exibição conjunta dos seus trabalhos com os do norueguês Edvard Munch. Em março de 1895 recebe por telegrama a notícia de que a sua filha Impi Marjatta morrera de difteria. Este acontecimento teria uma grande influência no seu trabalho posterior. Enquanto as suas pinturas prévias estiveram impregnadas de romantismo, após a morte da sua filha realizaria trabalhos mais agressivos tais como a Defesa do Sampo, A vingança de Joujahainen ou A mãe de Lemminkäinen.
Para a Exposição Universal de Paris de 1900, Gallen-Kallela pintaria os afrescos do Pavilhão Finlandês. Nestes afrescos as suas ideias políticas, em luta contra a russificação da Finlândia, mostraram-se de um modo evidente. Assim, uma das serpentes do fresco chamado Ilmarinen arando o campo das víboras leva na sua cabeça a coroa dos Romanov, e o mesmo processo de extrair as víboras do campo é uma clara referência ao seu desejo de conseguir a independência da Finlândia. Com esta obra conseguiu uma Medalha de Ouro na própria exposição e, dois anos depois, a Legião de Honra francesa
Também pintou os afrescos do Mausoléu de Juselius em Pori entre 1901 e 1903 (estes afrescos cedo viram-se danificados pela aparição de manchas brancas, e Juselius encomendou ao filho de Gallen-Kallela, Jorma, a sua reparação; Jorma completou este trabalho pouco antes da sua morte em 1939, abatido durante a II Guerra Mundial enquanto protegia a vida do então capitão Adolf Ehrnrooth). Após finalizar os afrescos, Gallen-Kallela pintou um grande número de temas procedentes da natureza, no que ele próprio definiu como um “período de purificação”.
Akseli Gallen-Kallela mudou oficialmente o seu nome para que soasse menos sueco e finlandês em 1907, num processo habitual entre os ativistas em favor da língua finlandesa. Esse mesmo ano publica uma edição ilustrada de Seitsëman velgesta ("Os sete irmãos"), o romance de Aleksis Kivi. Em 1909 mudou-se para Nairobi, na África Oriental britânica, o atual Quênia, com a sua família, e regressa a Finlândia um par de anos depois. Entre 1911 e 1913 desenhou e construiu uma casa com estudo em Tarvaspää, a cerca de dez quilômetros a norte de Helsinki, onde se mudou para viver com a sua família.
Durante 1918, tanto Gallen-Kallela como o seu filho Jorma participam da Guerra Civil Finlandesa que acabou com a vitória “branca”, bando no que os Gallen-Kallela lutavam, supondo o final da hegemonia militar russa sobre a Finlândia, embora também provocasse uma profunda divisão entre os finlandeses. Quando o regente General Mannerheim foi informado da participação de ambos os pintores no conflito, convidou a Gallen-Kallela a desenhar as bandeiras, condecorações oficiais (tais como a Cruz da Liberdade ou a Cruz da Ordem da Rosa Branca, ainda em uso) e uniformes para o novo estado independente. Em 1919 é nomeado ajudante de campo de Mannerheim. Mais tarde continuaria com as suas viagens, vivendo em Chicago em 1923-1924 e posteriormente em Tao (Novo México, Estados Unidos) em 1926. Durante este período estudou a arte e a cultura dos índios americanos.

### Últimos anos

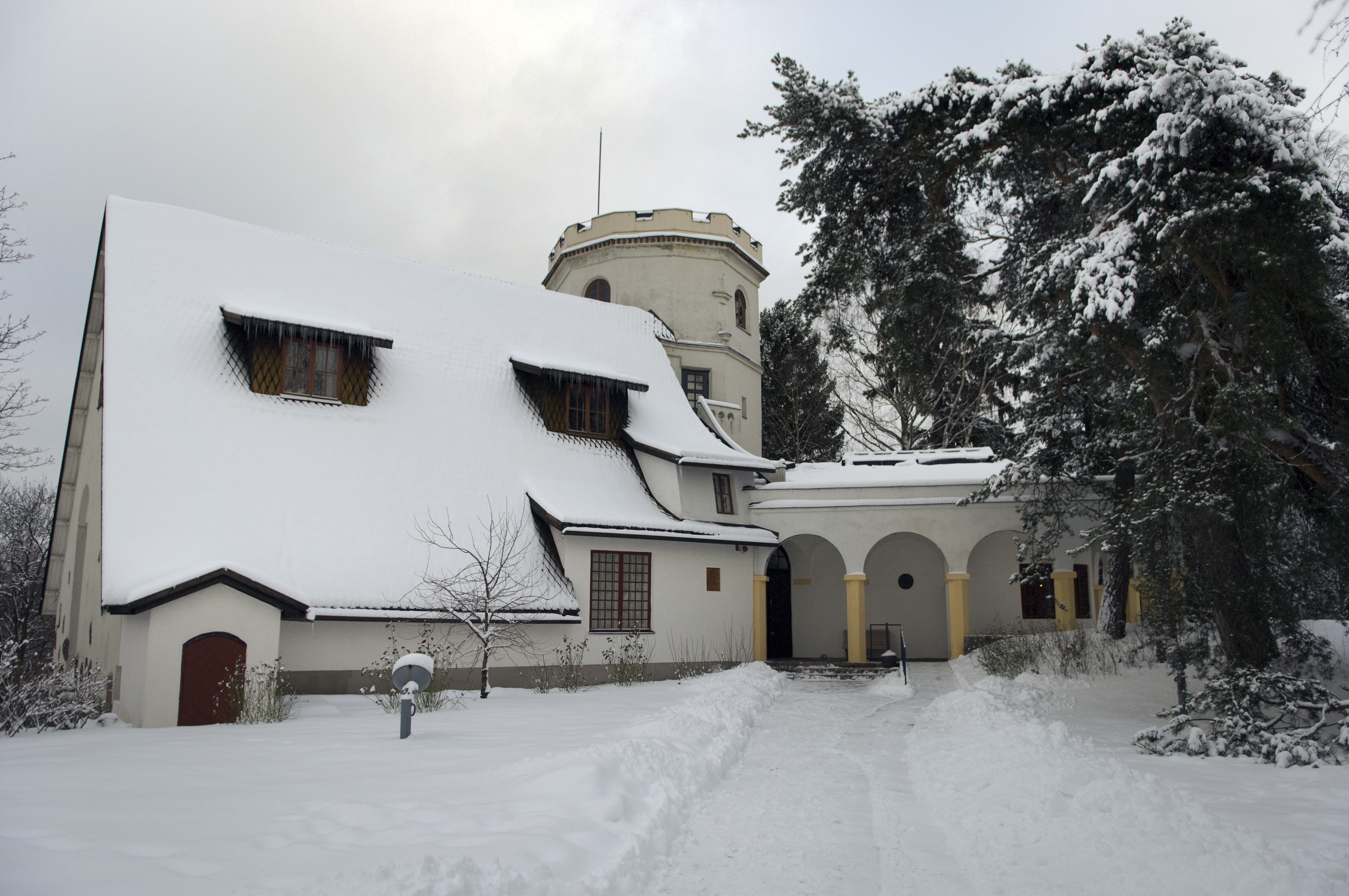
Museu Gallen-Kallela, Tarvaspää

Em 1922 publicou-se uma nova edição, ilustrada pelo pintor, do Kalevala. Durante os últimos anos da sua vida continuaria experimentando dentro do seu próprio estilo pictórico, enquanto simultaneamente continuava expondo com Die Brücke, o grupo expressionista alemão do qual fazia parte desde 1907. Em 1925 começou a realizar as ilustrações do qual denominaria o seu “Grande Kalevala”. Ainda se encontravam sem finalizar quando, à volta de uma leitura em Copenhague, Dinamarca, contraiu pneumonia em Estocolmo, Suécia, onde faleceu no Hotel Reisen em 7 de março de 1931.
Em 1961, a casa-oficina que construiu em Tarvaspää foi inaugurada como Museu Gallen-Kallela, tornando-se lugar de referência para visitar a sua obra, assim como diversos trabalhos de pesquisa sobre o próprio pintor.

## Pinturas
- Menino com um corvo (Poika ja varis) (1884)
- Vieja e gato (Akka ja kissa) (1885)
- Démasquée (1888)
- O tríptico de Aino (Aino-taru) (1891)
- A catarata de Mäntykoski (1892)
- Cena de Inverno em Imatra (1893)
- A forja do Sampo (Sammon taonta) (1893)
- Jean Sibelius (1894)
- Simpósio (Symposion) (1894)
- O bote de Väinämöinen (Väinämöisen lähtö) (1895)
- A defesa do Sampo (Sammon puolustus) (1896)
- O fratricida (Velisurmaaja) (1897)
- A vingança de Joukahainen (Joukahaisen kosto) (1897)
- A mãe de Lemminkäinen (Lemminkäisen äiti) (1897)
- A maldição de Kullervo (Kullervon kirous) (1899)
- Kullervo dirige-se à guerra (1901)
- Lago Keitele (1905), na National Gallery de Londres
- Ad Astra (1907)

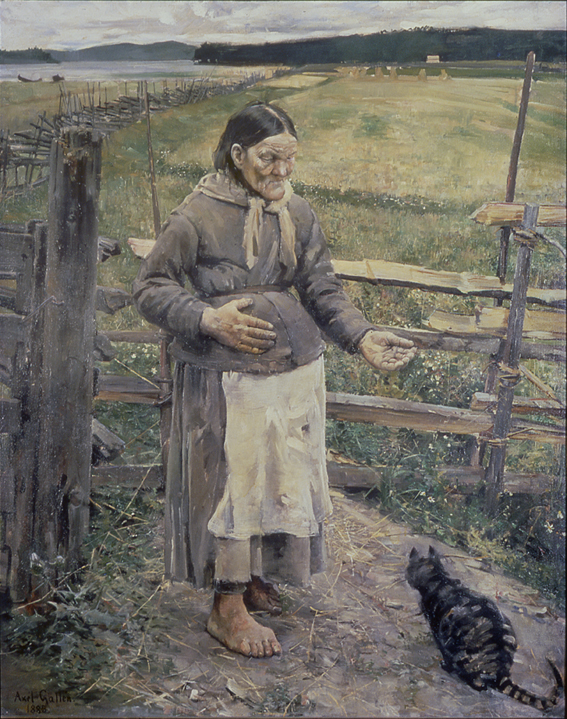
Velha e gato
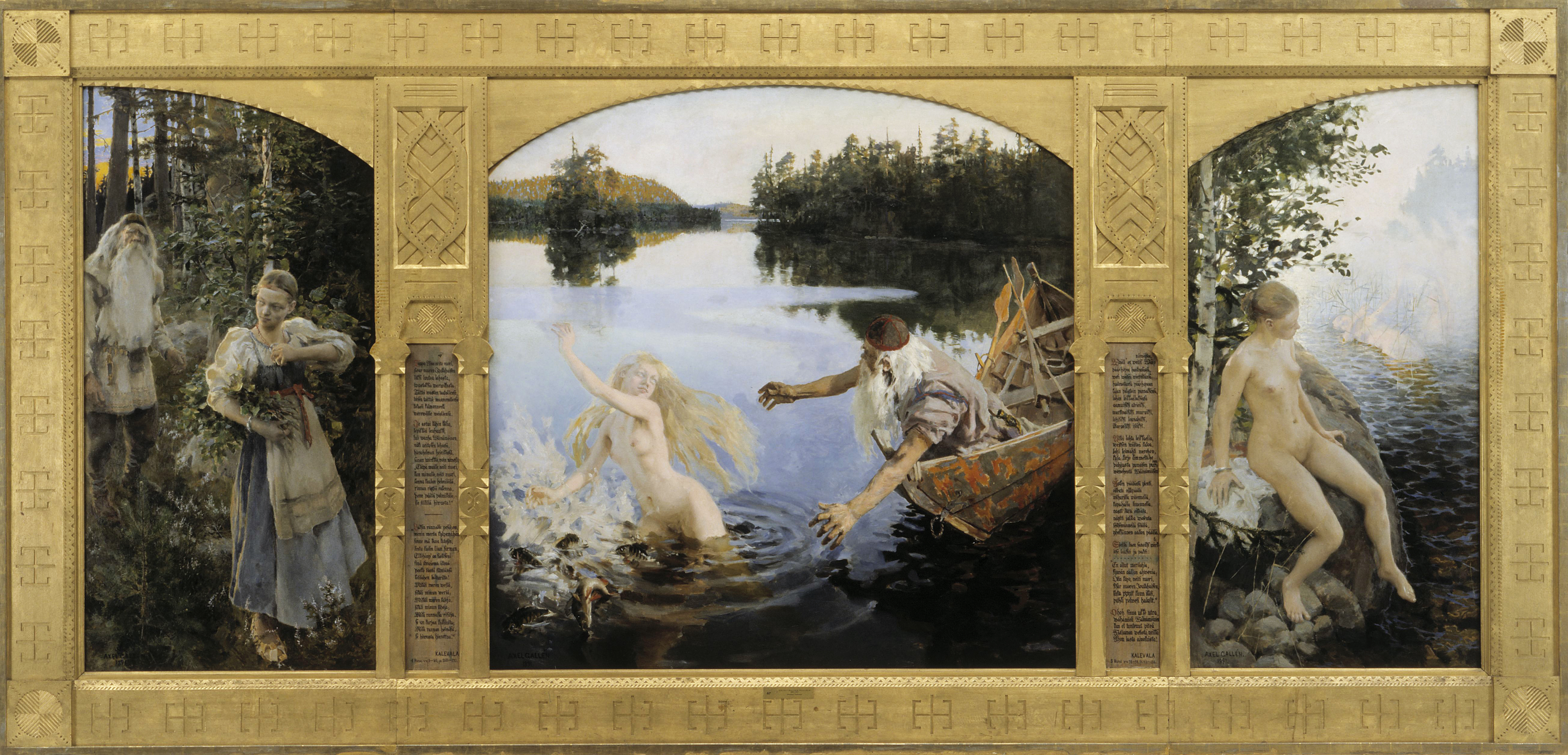
O trítico de Aino
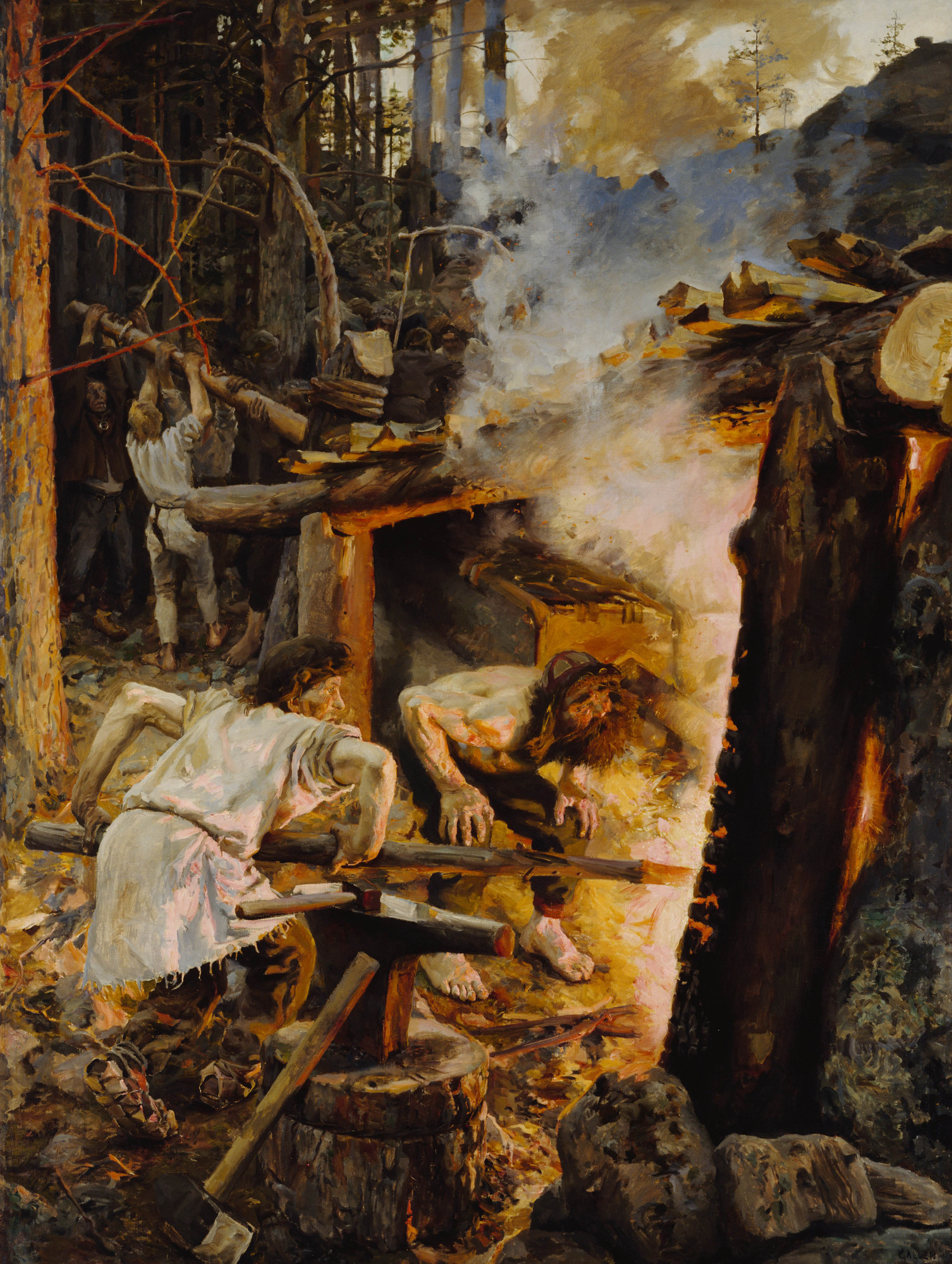
A forja do Sampo
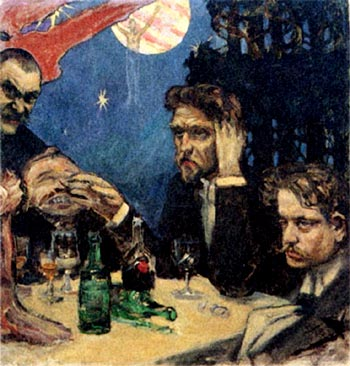
Simpósio
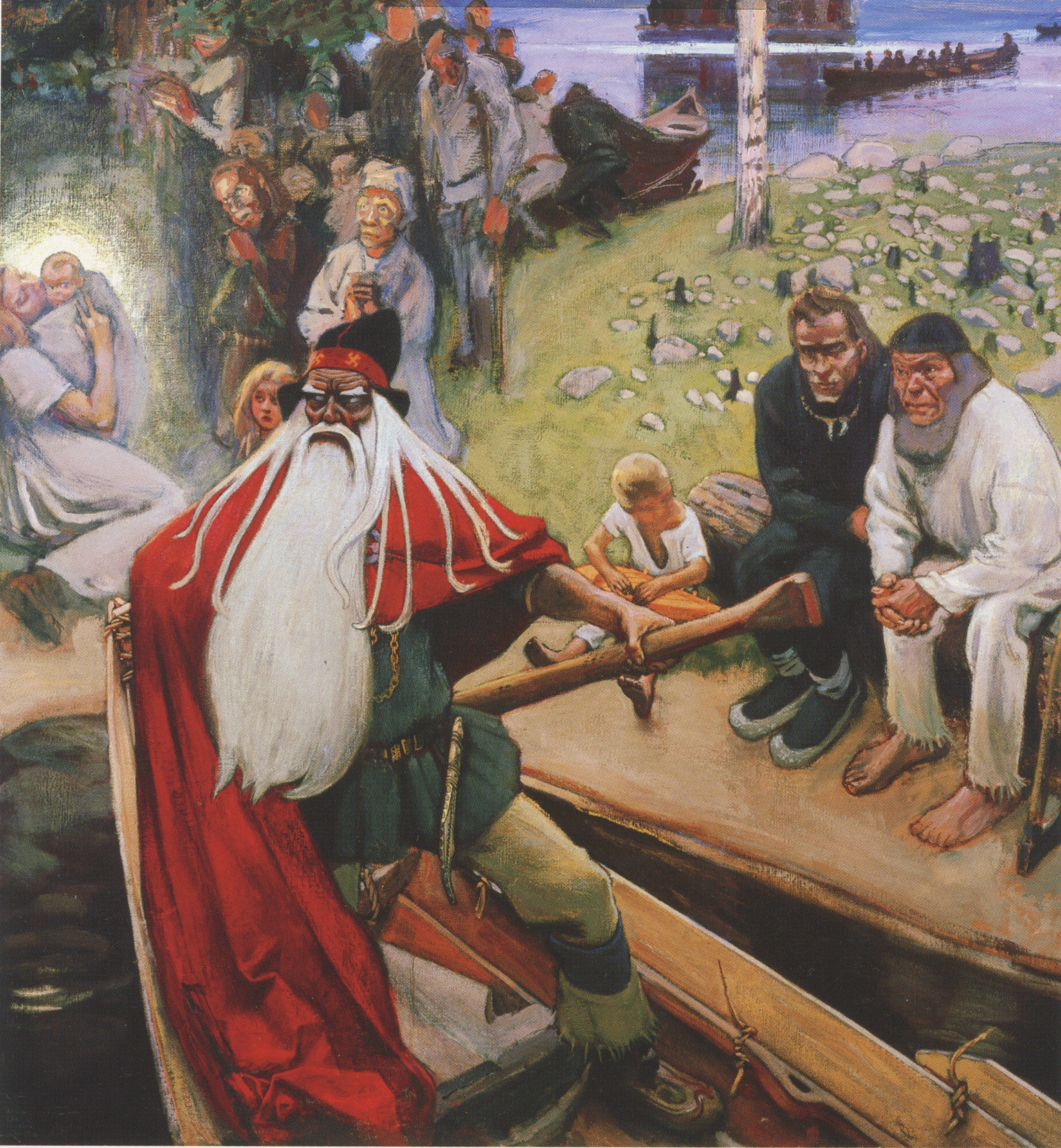
O bote de Väinämöinen
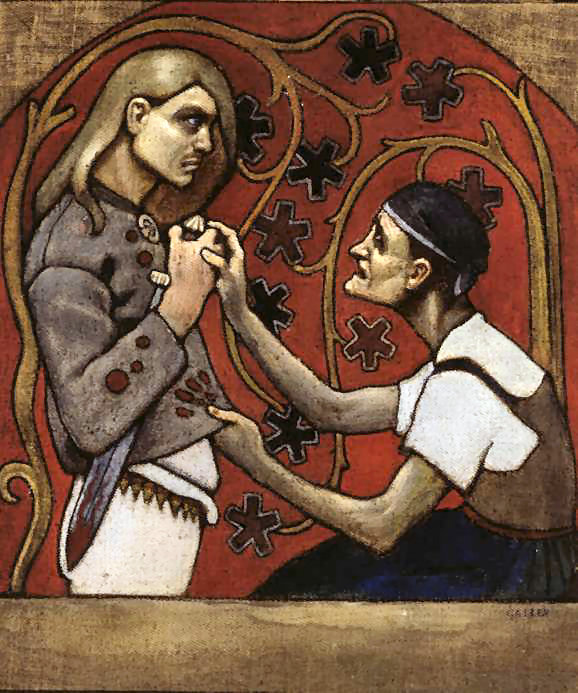
O fratricida
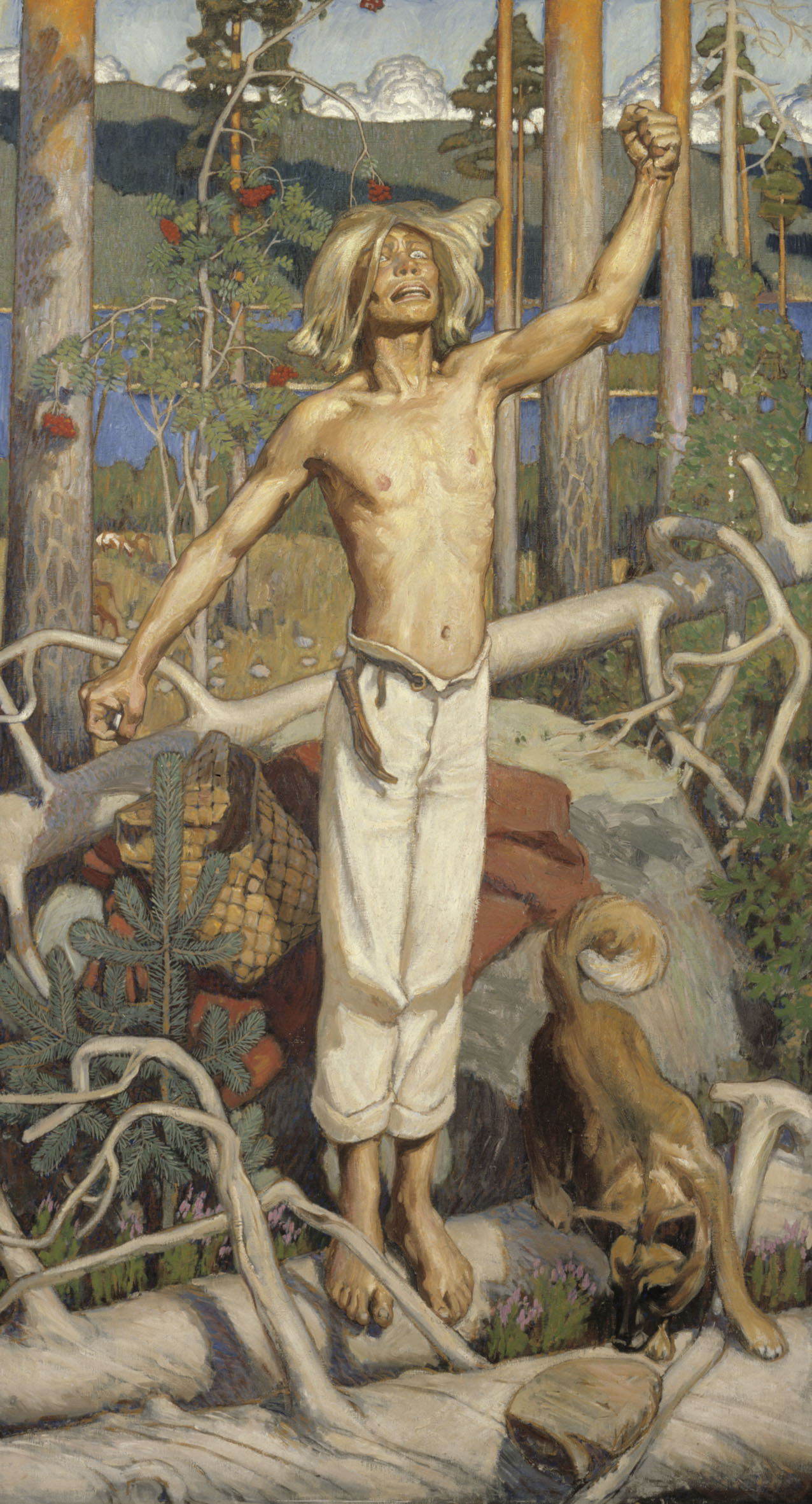
A maldição de Kullervo
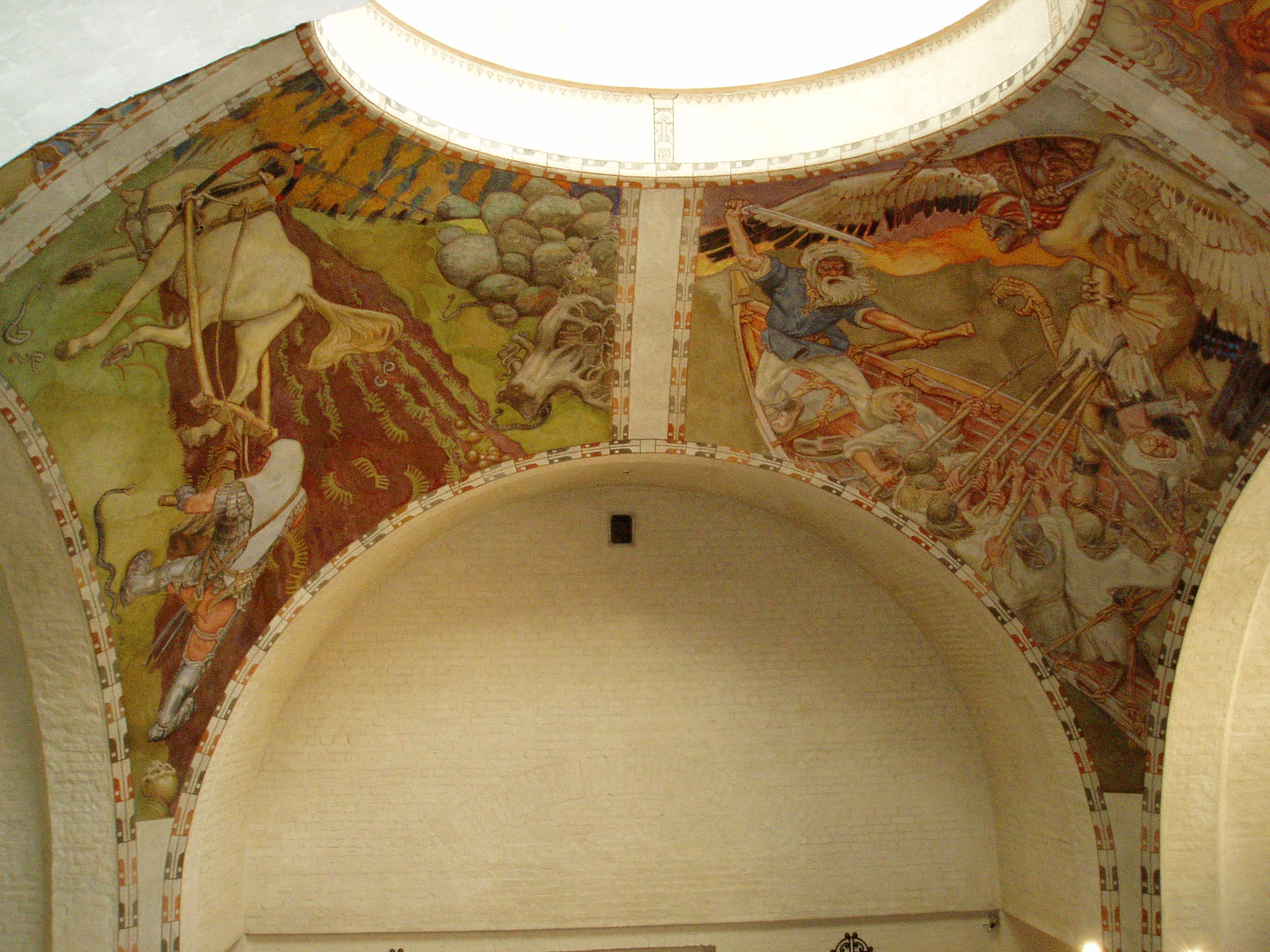
Museu Nacional de Historia de Helsinki: frescos de Ilmarinen arando o campo das víboras e A defesa do Sampo